# هوندا سی‌بی۱۱۰۰اف
هوندا سی‌بی۱۱۰۰اف (انگلیسی:Honda CB1100F) یک موتورسیکلت چهارسیلندر، چهارزمانه، هواخنک (بدون‌رادیاتور) ژاپنی که تنها در سال ۱۹۸۳ توسط کمپانی موتورسازی هوندا ساخته شد. پس از آن هوندا هوندا سی‌بی۱۰۰۰ قرار گرفت.